# محمود فياض
محمود فياض رباع مصري حاصل على بطولة العالم في رفع الأثقال.
وٌلد محمود فياض في عام 1925 بمحافظة الإسكندرية.
حصل فياض على بطولتين للعالم، كما شارك محمود فياض في دورة الألعاب الأوليمبية عام 1948م بلندن وحصل في هذه الدورة على الميدالية الذهبية وزن الريشة، وأستطاع محمود فياض تحطيم ثلاثة أرقام عالمية في الخطف 105 كجم، والنطر 135 كجم، والمجموع 332.5 كجم.

## روابط خارجية
- محمود فياض على موقع اللجنة الأولمبية الدولية (الإنجليزية)
- محمود فياض على موقع أوليمبيديا (الإنجليزية)